# Венера-Глоб
Венера-Глоб — российский проект межпланетной станции для исследования Венеры. 
Цель этого проекта — подробное изучение атмосферы и поверхности Венеры с помощью орбитального аппарата, посадочных (долгоживущей станции на поверхности планеты) и атмосферных модулей (аэростатных зондов). 
Запуск предполагалось осуществить после 2020 года, однако в проекте программы исследований Солнечной системы до 2025 года, подготовленном в РАН в 2017 году, указано, что «Венера-Глоб» — не может быть осуществлён в ближайшие десятилетия.

## Научные задачи
- мониторинг средней и верхней атмосферы, ионосферы, магнитосферы, диссипации атмосферных составляющих;
- исследования строения, радиационного баланса и парникового эффекта, химического состава атмосферы, облаков, динамики атмосферы;
- изучение поверхности, сейсмической, электрической и вулканической активности, взаимодействия между атмосферой и поверхностью.